# God klinisk sed
God klinisk sed, GCP (good clinical practice) är ett kvalitetsystem för forskning kring läkemedel och medicintekniska produkter (kliniska prövningar). Det mest använda GCP-systemet är det som definieras av International Conference on Harmonisation (ICH) där den amerikanska läkemedelsmyndigheten, europeiska läkemedelsmyndigheten och japanska läkemedelsmyndigheten ingår.
Systemet fastställer bland annat att försökspersoner som deltager i en studie måste ha undertecknat ett informerat samtycke innan några studiespecifika åtgärder får vidtas. Studien måste följa ett studieprotokoll som först måste ha godkänts av en etisk kommitté (i Sverige Etikprövningsmyndigheten) och en läkemedelsmyndighet. Etiska regler finns föreskrivna i Helsingforsdeklarationen. I protokollet måste definieras vilka studiespecifika åtgärder och undersökningar varje försöksperson genomgår i studien och studiens primära syfte och undersökningsvariabel måste vara specificerade.
Sponsor kallas den som har huvudansvaret för studien, vilket inte ska förväxlas med hur ordet sponsor definieras i vardagsspråk. Sponsorn kan delegera arbetsuppgifter till ett företag som är specialiserat på kliniska prövningar (en så kallad Clinical Research Organization, CRO). För studien essentiella dokument, vilka definieras av ICH, måste förvaras dels i en sponsorpärm, som handhas av sponsorn, och dels en prövarpärm som förvaras på samtliga i studien ingående kliniker.
ICH:s GCP-system delas in i olika delar där E6 (Efficacy) är den i särklass viktigaste. Andra viktiga system är FDAs Code of Federal Regulations (FDA CFR).